# Alexander Alexandrowitsch Leutner
Alexander Alexandrowitsch Leutner (russisch Александр Александрович Лейтнер; * 1864 in Goldingen, Gouvernement Kurland; † 23. Dezember 1923 in Meran, Italien) war ein russischer Ingenieur und Unternehmer.

## Leben
Leutner stammte aus einer baltendeutschen Familie. Schon in jungen Jahren interessierte er sich für die neuesten europäischen Entwicklungen im Fahrradbau. Er besuchte die Realschule Mitau mit Abschluss 1883. Anschließend lernte er in der Werkstatt Rasche in Riga. Dann reiste er zu den großen Fahrradfabriken in Westeuropa. Er kam in Lyon in die Fabrik, die das Zentrum des französischen Maschinenbaus war. Anfangs versuchte er, die nötigen Kenntnisse in der Feinmechanik zu erwerben und studierte theoretisch die Herstellung elektrotechnischer Instrumente. Wegen seines mehr praktischen Interesses ging er nach Coventry, wo ihn die Strategie der Fahrradherstellung begeisterte und er sich die Technik der Fahrradherstellung aneignete.
Zurück in Riga gründete Leutner im September 1886 die Firma Alexander Leutner & Co., die zum ersten Unternehmen zur Produktion von Fahrrädern im Russischen Kaiserreich werden sollte. Die Firma wuchs rasch und wurde später in eine Aktiengesellschaft umgewandelt.
Der Firmengründer Leutner betätigte sich in jungen Jahren erfolgreich als Radrennfahrer auf seinen Modellen. 1892 heiratete er Jenny Elisabeth Dalitz. In Riga war Leutner Gründer und Ehrenmitglied des „I. Velozipedenklubs“, außerdem im Auto- sowie Jagdclub. Wegen eines Herzleidens hielt er sich ab 1915 hauptsächlich in Sotschi am Schwarzen Meer auf. Leutners Familie kehrte 1921 nach Riga zurück. Ihm selbst gelang die Ausreise jedoch erst 1922 nach einer Inhaftierung in Moskau.

## Fahrradfabrik
Unter Leutners direkter Aufsicht fertigten vier Arbeiter in Handarbeit 19 Fahrrad-Prototypen, die er günstig verkaufen konnte und Spinnen genannt wurden. Das Vorderrad war bedeutend größer als das Hinterrad und hatte radiale Speichen. Die Räder waren schnell und wendig.
Mehr als 20 Fahrräder jährlich konnten hergestellt werden. 1890 wurde die Produktion in eine größere Fabrikanlage verlagert, und die Produktion stieg auf 500 Fahrräder jährlich. 
1895 wurde unter Leutners Leitung ein Prototyp eines Motor-Fahrrads gebaut. Auf der Allrussischen Industrie- und Handwerksausstellung 1896 in Nischni Nowgorod stellte er 10 Straßenfahrräder und 2 Rennräder vor als Beispiele für die Produktion von etwa 15 Modellen, wofür er mit einer Goldmedaille ausgezeichnet wurde. Damit erschloss er sich den russischen Markt. Bis 1900 stieg die Jahresproduktion auf bis zu 2000 Stück, wofür ein neues speziell ausgestattetes Werk errichtet worden war. Dank einer attraktiven Lohnpolitik konnten 300 Beschäftigte gewonnen werden.
Leitner sah, dass die Zukunft den motorisierten Fahrzeugen gehörte. Ab 1899 ließ er Motoren bauen, mit denen zwei- und dreirädrige Fahrräder ausgestattet wurden. Auf der Internationalen Ausstellung 1901 in Glasgow erhielt ein Fahrrad Leitners einen Ehrenpreis. Im selben Jahr stellte das Unternehmen Leitner auf der Russischen Industrie- und Gewerbe-Ausstellung auf der Rigaer Esplanade das erste Automobil mit Bestandteilen aus russischer Produktion vor, das den 1. Preis erhielt und mit einer Goldmedaille ausgezeichnet wurde. Aufgrund von Zollproblemen waren nur 7 Exemplare hergestellt worden (der Zoll für benötigte importierte Bauteile war höher als für ein ganzes Auto). Im folgenden Jahr begann der Verkauf von De Dion-Bouton-Automobilen. Den Plan, Lastkraftwagen zu bauen, gab Leitner wegen Produktionsschwierigkeiten auf und begann 1903 die Massenproduktion von Motorrädern. Das einzige erhaltene Exemplar restaurierte Ramba Ju des  Oldtimer-Clubs der Lettischen SSR.
Leutner war aufgrund seiner ständigen Innovationen sehr erfolgreich, und seine Produkte  waren in Finnland, Deutschland und Belgien begehrt. Vertretungen gab es in St. Petersburg, Moskau, Kiew, Warschau, Łódź und Paris. Die Automobile waren allerdings wegen der hohen Produktions- und Kapital-Kosten auf dem europäischen Markt nicht konkurrenzfähig. Für die Fahrräder gab es solche Probleme nicht, sodass zu Beginn des Ersten Weltkriegs 5000 Fahrräder jährlich produziert wurden. 1913 hatte Leutner von der militärtechnischen Hauptverwaltung einen Auftrag für die Herstellung von Fahrrädern für die Armee erhalten.

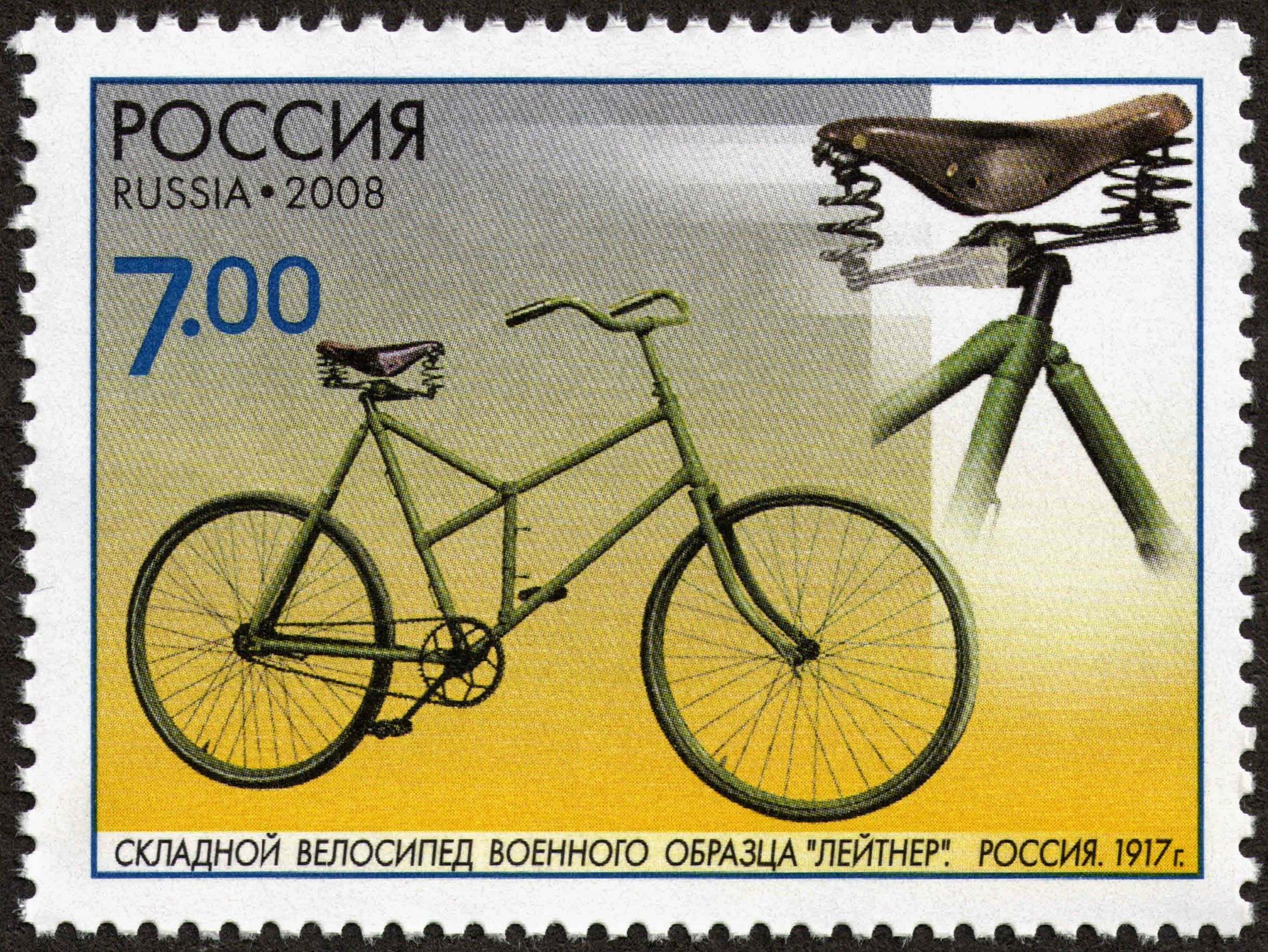
Leutner-Militärklapprad (Briefmarke der Potschta Rossii, 2008)

Im Ersten Weltkrieg erhielt Leitner einen Großauftrag für Fahrräder und Auto- und Flugzeug-Motoren. 1915 wurde das Werk wegen der sich nähernden Front und der überstürzten Evakuierung vieler Industrieunternehmen nach Charkow verlegt. Das Werk wurde in der ehemaligen Helffferich-Sadet-Fabrik untergebracht und von dem Produktionsleiter Alexander Kasparowitsch Feldman geführt, während Leitner nach Riga zurückkehrte. Im Februar 1916 wurde das Patent, die Dokumentation und ein Muster des von M. M. Schtschipanow konstruierten Militär-Klappfahrrads Dux-Kämpfer an das Leitner-Werk geschickt, und im März wurde der Vertrag zur Produktion von 3000 Militär-Klappfahrrädern unterzeichnet. Aus dem Leitner-Werk entstanden nach der Oktoberrevolution die Charkower Fahrrad- und Automobil-Werke, und Leitner emigrierte nach Italien.
Das Leitner-Militär-Klapprad benutzte Gleb Trawin für seine Umrundung der Sowjetunion 1928–1931.